# Mentiras & Diamantes
Mentiras & Diamantes é um romance do escritor português J. Rentes de Carvalho que foi publicado inicialmente em 2013 pela editora Quetzal.
De Mentiras & Diamantes diz o próprio autor que é “um romance totalmente diferente dos que antes tinha escrito”, “uma obra de ficção no género a que Graham Greene chamava entertainment".
Trata-se de escritor que confessa ser “lento a escrever, muito exigente” consigo mesmo e de “uma escrita cuidada, com alguma coisa de música”, tanto no diálogo, como na narração e na descrição: “Noite de calma, a temperatura uma carícia, em parte nenhuma ruído, os cães, deitados, pareciam dormir”.:206

## Síntese
Jorge Ferreira, «o conde», recebe na sua quinta algarvia uma jovem e bela inquilina inglesa que pretende escrever um livro. O anfitrião é um homem educado, atraente e rico, mas reservado em extremo, não se lhe conhecendo amigos, amantes ou relações familiares, o qual partilha a grande casa senhorial com duas amas idosas e uma governanta. O seu passado esonde um trauma que o acompanha até ao presente e que ele procura esquecer.:Contracapa
Ela, Sara Langton, filha de um milionário italiano, é impulsiva e aventureira, «viciada em liberdade», o que não consegue concliliar com a reclusão e a disciplina que a escrita exige.
Tudo parece concorrer para que estas duas personagens se aproximem lentamente e que comecem a conhecer o que as atormenta - a Jorge, os episódios do passado, a Sara, a dificuldad em escrever algo que lhe agrade para o seu livro.
Mas a súbita visita de «Biafra» - "vistoso fato de linho branco, cravo na botoeira, panamá na mão - que vem chantagear Jorge, origina uma série de revelações, desenlaces, homicídios, suicídios e desaparecimentos entre a Nigéria, Marrocos, Algarve, Londres e Amesterdão, tendo como pano de fundo o tráfico de diamantes e um país corrupto e corrompido, entregue aos seus segredos de família.

## Apreciação
Para Carlos Nogueira, Mentiras & Diamantes sem ser um livro sobre a identidade de quem narra, como acontece em Ernestina ou em La Coca, não deixa de ser um romance de identidades e de conhecimento sério do mundo. Mentiras & Diamantes não é apenas a história de Jorge Ferreira e de Sara Langton, a relação de intimidade que se vai estabelecendo entre estas duas personagens não diminui a relevância dos múltiplos e variados temas, motivos e recursos técnicos do livro.
Prossegue Carlos Nogueira referindo que, construído como thriller, Mentiras & Diamantes começa por tocar na questão da memória na vida pessoal e intransmissível de cada um. A sua originalidade reside no equilíbrio que se estabelece entre o grande contexto em que a ação decorre e a especificidade de cada personagem. Em certa medida, Mentiras & Diamantes é um romance de investigação sobre o tráfico de diamantes, o crime organizado e os jogos de influências, e ao mesmo tempo uma reflexão sobre os tormentos, as angústias, os atos e os desejos do ser humano imerso num certo ambiente.
Também para Carlos Nogueira, a intriga é muito rica e mesmo complexa em termos de personagens e casos que se encadeiam, mas as várias linhas diegéticas nunca deixam de se relacionar entre si. Tanto no discurso do narrador como no das personagens há referências constantes e discretas a elementos anteriores. Existem, do princípio ao fim, incertezas, mistérios e enigmas que nunca são desvendados. À medida que o romance avança, percebe-se que quem comanda as redes de poder e de interesses permanece impune e manobra desde instâncias a que poucos têm acesso.
Ainda para Carlos Nogueira, em Mentiras & Diamantesa linguagem dos diálogos é económica e coloquial e a naturalidade e a expressividade do texto apontam para um trabalho prosódico minuciosamente ponderado e rico. Romance de ação e simultaneamente de consciência das personagens, a expressão rítmica aproxima-o da poesia, em particular nas passagens sobre a paisagem portuguesa nortenha.
Finalmente para Carlos Nogueira, não sendo um libelo contra Portugal, este romance não recusa a denúncia direta e a sátira ou a crónica de costumes em que J. Rentes de Carvalho é também mestre. A densidade psicológica e os comportamentos obsessivos das personagens fazem deste romance um thriller muito singular e imprevisível que inclui episódios de grande violência e momentos de ternura e entrega ao outro, jogos de eloquência e ocultação, perversões sexuais e cenas de sexo puro e desinibido.